# Courir au gré du vent
Pour plus de détails, voir Fiche technique et Distribution.
Courir au gré du vent (野马分鬃, Ye ma fen zong) est un film chinois réalisé par Wei Shujun, sorti en 2020.

## Synopsis
Un étudiant en cinéma s'embarque dans un road trip à travers la Chine dans une vieille Jeep.

## Fiche technique
- Titre : Courir au gré du vent
- Titre original : 野马分鬃 (Ye ma fen zong)
- Réalisation : Wei Shujun
- Scénario : Gao Linyang et Wei Shujun
- Musique : Emanuele Arnone
- Photographie : Wang Jiehong
- Montage : Yan Tingting
- Production : Liu Qingling
- Société de production : Breaker
- Pays :  Chine
- Genre : Drame
- Durée : 134 minutes
- Dates de sortie : 
  -  Grèce : 1er octobre 2020 (festival international du film d'Athènes)
  -  Chine : 26 novembre 2021

## Distribution
- Chen Zheng-ying : Zhi A
- Kai Tong-lin : Tong Shao-jie
- Wang Xiaomu : Ming A
- Zhou You : Zuo Kun

## Distinctions
Le film a été présenté en sélection officielle au festival international du film d'Athènes en compétition, au festival international du film de Chicago dans la section New Directors, au festival international du film de São Paulo dans la section New Directors et au festival du film de Taipei dans la section International New Talent. Il a également eu le label du festival de Cannes 2020.